# Billericay Town F.C.
Câu lạc bộ bóng đá Billericay Town là một câu lạc bộ bóng đá đến từ Billericay, Essex, Anh. Câu lạc bộ hiện là thành viên của Isthmian League Premier Division, cấp độ thứ 7 của bóng đá Anh, và thi đấu tại New Lodge. Đây là đội bóng thành công thứ hai trong lịch sử FA Vase, khi có ba lần vô địch giải.

## Lịch sử
Câu lạc bộ được thành lập với tên Billericay Football Club vào năm 1880. Đội tham gia Romford & District League vào năm 1890, đã chơi cho đến Thế chiến thứ nhất. Họ cũng bắt đầu chơi ở Mid-Essex League, vô địch Division Two vào các mùa giải 1912-13, 1931-32 và 1932-33. Câu lạc bộ vẫn ở trong Mid-Essex League cho đến khi gia nhập Southern Essex Combination League năm 1947. Năm 1946, đội bóng lấy tên như hiện tại. Năm 1966 câu lạc bộ là thành viên sáng lập của Essex Olympian League. Mùa giải 1969-70 chứng kiến họ giành cú đúp danh hiệu vô địch quốc gia và Cúp Liên đoàn, một kỳ tích mà họ lặp lại vào mùa giải sau đó. Sau các danh hiệu liên tiếp, câu lạc bộ đã trở thành thành viên sáng lập của Essex Senior League kết thúc với vị trí á quân trong mùa giải đầu tiên và giành được danh hiệu vào năm 1972-73.
Sau khi kết thúc với tư cách á quân một lần nữa, Billericay đã liên tiếp giành được các chức vô địch trong các năm 1974-75 và 1975-76. Mùa giải sau đó cũng chứng kiến họ vào chung kết FA Vase và đánh bại Stamford 1-0 tại Wembley, cũng như danh hiệu Essex Senior Cup đầu tiên khi đánh bại Epping Town 3-2 trong trận chung kết. Mặc dù chỉ về thứ ba trong mùa giải 1976-77, đội bóng vẫn giữ được FA Vase, khi đánh bại Sheffield 2-1 trong trận đá lại tại City Ground ở Nottingham sau trận hòa 1-1 tại Wembley. giải đấu mà họ đã giành được trong lần thử sức đầu tiên. Mùa giải 1978-79 chứng kiến họ giữ được danh hiệu Athenian League và giành FA Vase thứ ba trong bốn mùa giải, đánh bại Almondsbury Greenway 4-1 trong trận chung kết, với Doug Young trở thành cầu thủ duy nhất ghi hat-trick trong FA Vase trận chung kết tại sân Wembley cũ. Mùa giải tiếp theo, đội bóng thăng hạng lên Division Two của Isthmian League, giải đấu mà đội cũng đã vô địch ngay ở lần thử sức đầu tiên, giành quyền thăng hạng lên Division One.
Thành công của Billericay tiếp tục diễn ra trong mùa giải 1980-81 khi kết thúc với vị trí á quân ở Division One và được thăng hạng lên Premier Division, lần đầu tiên một câu lạc bộ mới đạt được sự thăng hạng liên tiếp ở giải đấu. Câu lạc bộ vẫn ở Premier Division cho đến khi bị xuống hạng Division One vào cuối mùa giải 1985-86. Điều này khởi đầu cho khoảng thời gian lên xuống như yo-yo của câu lạc bộ, khi bị xuống hạng đến Division Two North vào cuối mùa giải 1988-89. Câu lạc bộ được xếp vào Division Two vào năm 1991 sau khi tái cấu trúc giải đấu, trước khi được thăng hạng trở lại Division One vào mùa giải 1992-93 và sau đó là Premier Division vào mùa giải 1997-98 sau khi kết thúc với vị trí á quân Division One. Mùa giải 1997-98 cũng chứng kiến đội bóng lần đầu tiên lọt vào vòng Một Cúp FA, khi để thua 3-2 trên sân nhà trước câu lạc bộ non-league Wisbech Town.
Mùa giải 2004-05 Billericay lại lọt vào vòng đầu tiên của Cúp FA, để thua 0-1 trên sân nhà trước Stevenage Borough. Đội cũng về đích với tư cách á quân Premier Division, đủ điều kiện tham dự trận play-off thăng hạng. Tuy nhiên, câu lạc bộ đã bị Leyton đánh bại 2-0 trên sân nhà trong trận bán kết. Kết thúc ở vị trí thứ 4 trong mùa giải 2006-07 giúp đội lại đủ điều kiện tham dự vòng play-off, lần này đánh bại đối thủ địa phương Chelmsford City 5-3 trên chấm phạt đền ở bán kết sau khi hòa 1-1, trước khi thua 4-2 trên chấm phạt đền trước Bromley trong trận chung kết sau một trận hòa 1-1 khác. Mùa giải 2007-08 họ lại lọt vào vòng Một Cúp FA, để thua 2-1 trên sân nhà trước Swansea City.
Mùa giải 2010-11 Billericay lần thứ hai vô địch Essex Senior Cup, đánh bại Aveley 2-0 trong trận chung kết. Mùa giải sau đó, câu lạc bộ vô địch Premier Division, giành quyền thăng hạng lên Conference South. Tuy nhiên, đội đã phải xuống hạng trở lại Isthmian League vào mùa giải tiếp theo sau khi xếp thứ hai từ dưới lên ở Conference South. Vào tháng 12 năm 2016 câu lạc bộ được tiếp quản bởi Glenn Tamplin, người đã tài trợ cho một số bản hợp đồng cao cấp bao gồm Jamie O'Hara, Jermaine Pennant và Paul Konchesky. Đội vô địch Isthmian League Cup 2016-17, đánh bại Tonbridge Angels 8-3 trong trận chung kết. Câu lạc bộ đã lọt vào vòng Một Cúp FA lần thứ tư trong mùa giải 2017-18, hòa 1-1 trước Leatherhead trong trận đầu tiên và thua trận đá lại 3-1. Mùa giải này cũng chứng kiến đội bóng bảo vệ thành công được cúp Liên đoàn, khi đánh bại Metropolitan Police 5-3 trong trận chung kết, cũng như giành chức vô địch Premier Division, giành quyền thăng hạng National League South. Tamplin thông báo rằng anh ấy sẽ rời câu lạc bộ vào tháng 9 năm 2019.
Một trận đấu khác ở vòng Một Cúp FA 2018-19 chứng kiến Billericay thua Chesterfield trên sân nhà trong trận đá lại.

## Sân vận động

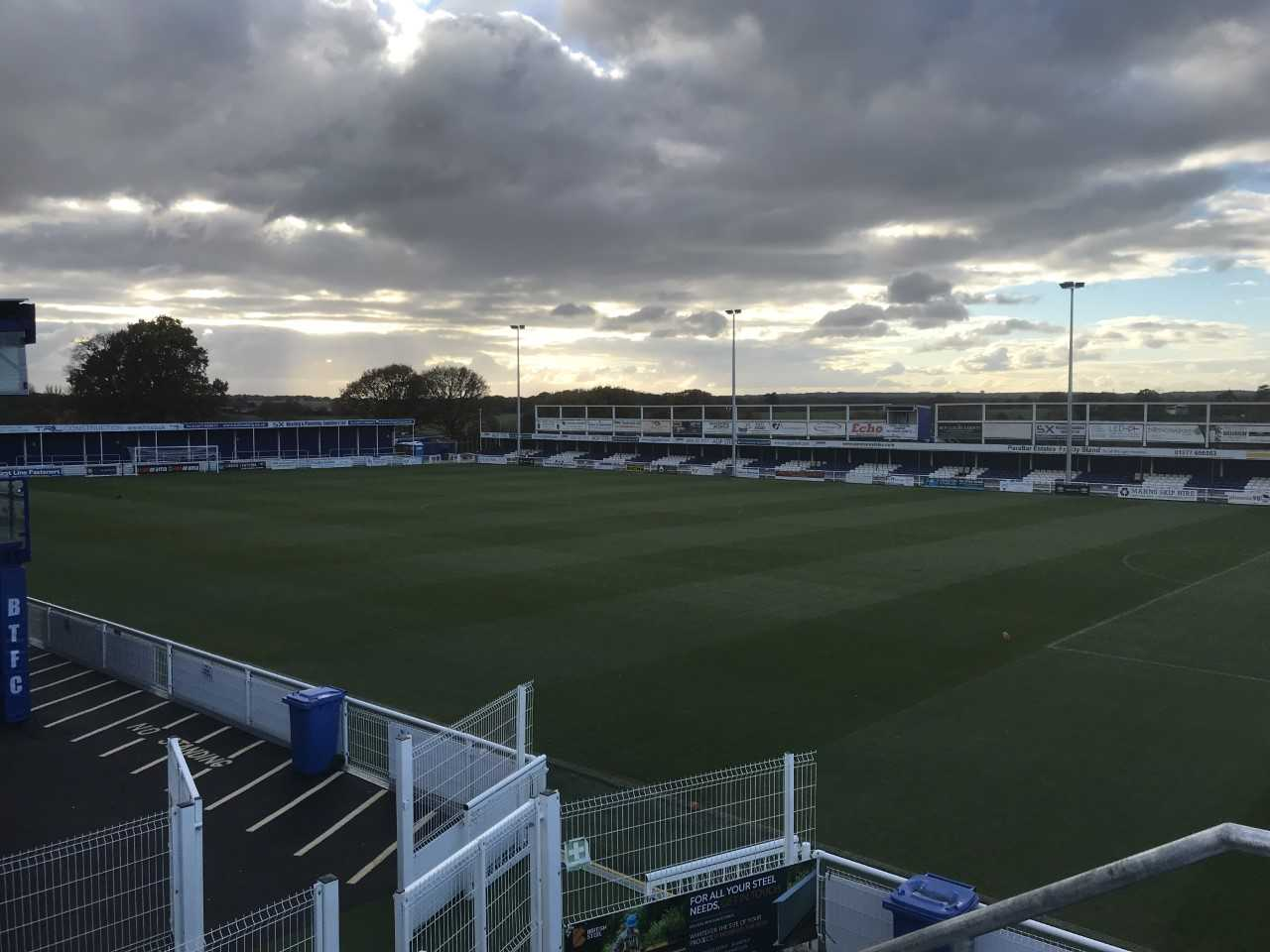
New Lodge năm 2018

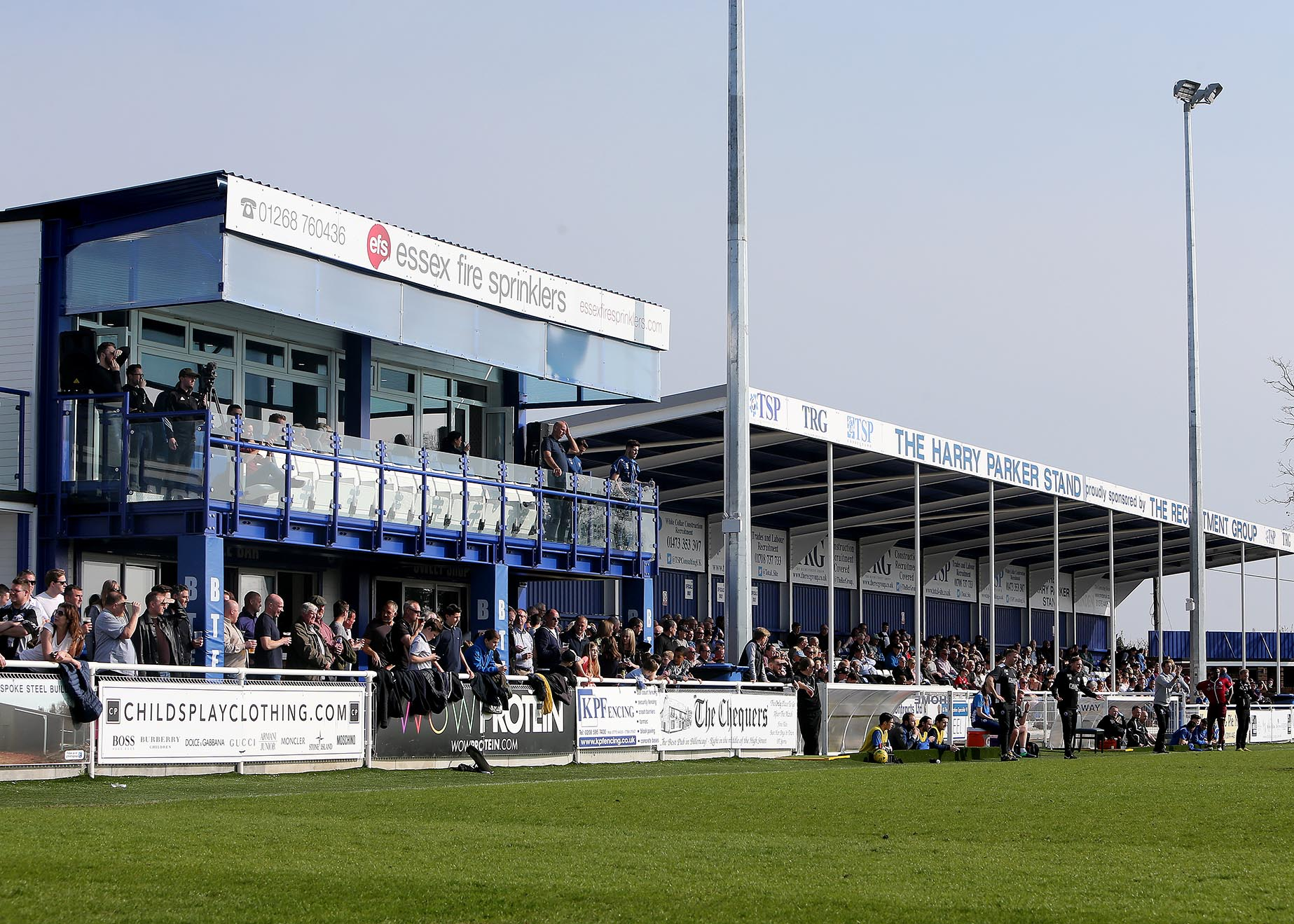
Khán đài Harry Parker

Archer Hall đã trở thành sân nhà vĩnh viễn của câu lạc bộ trong suốt những năm 1930, mặc dù nó vẫn là một sân không có mái che. Năm 1970 câu lạc bộ chuyển đến New Lodge, nơi trước đây là sân thể thao được sử dụng bởi Outwell Common Football Club. Mặt bằng được bao bọc bằng tiền vay từ Hội đồng Quận Basildon và Nhà máy bia Charrington cùng các phòng thay đồ và một câu lạc bộ được xây dựng. Trong những năm 1970, một khu vực đứng có mái che đã được xây dựng ở phía nhà câu lạc bộ của sân, nơi được gọi là Cowshed. Các khán đài ngồi tạm thời được cho mượn từ Essex County Cricket Club sau đó đã được lắp đặt ở phía bên kia sân. Năm 1977, câu lạc bộ đã giành được một bộ đèn pha khi giành chiến thắng trong trận chung kết Cuộc thi Đèn pha Điện Philips trước Friar Lane Old Boys, một giải đấu sáu người diễn ra tại Trung tâm Thể thao Quốc gia Crystal Palace một ngày sau trận chung kết FA Vase với Sheffield. Các đèn pha được khai trương trong trận giao hữu với West Ham United, thu hút một lượng khán giả kỷ lục lúc bấy giờ là 3.841 người.
Năm 1980, một khán đài 120 chỗ cố định được xây dựng giữa Cowshed và nhà câu lạc bộ; hình dạng của nó khiến nó được gọi là khán đài Pacman. Trong những năm 1980, một khán đài 200 chỗ ngồi đã được xây dựng ở phía mà trước đây đã có chỗ ngồi tạm thời, với câu lạc bộ những người ủng hộ dựng lên một số khu vực sân thượng nhỏ. Năm 1995, Billericay mua hai khán đài đã được sử dụng tại sân Faraday Road của Newbury Town sau khi câu lạc bộ phá sản. Một chiếc đã được lắp đặt bên cạnh Cowshed và chiếc còn lại ở Blunts Wall End, với các ghế sau này được lắp vào Khán đài Blunts Wall End. Khán đài mới liền kề với Cowshed sớm được chuyển sang đầu bên kia của sân. Một khu vực bậc thang có mái che đã được thêm vào cùng với khán đài 200 chỗ ngồi. Chelmsford City chia sẻ căn cứ tại New Lodge từ năm 1998 đến 2005. Năm 2002, câu lạc bộ công bố kế hoạch chuyển đến một sân vận động mới có sức chứa 4.000 tại Gloucester Park. Tuy nhiên, việc di dời đã bị chủ tịch mới Steve Kent loại bỏ vào năm 2004. Đến mùa hè năm 2017, sân có sức chứa 3.500 chỗ, trong đó 424 chỗ ngồi và 2.000 chỗ ngồi.
Vào mùa hè năm 2017 New Lodge được tái phát triển hoàn toàn. Sân thượng có mái che được xây dựng ở cả hai đầu của mặt đất bao phủ toàn bộ chiều rộng của sân; một khán đài có chỗ ngồi mới được xây dựng bên cạnh hội quán nơi đặt khán đài Pacman và Cowshed trước đây, và được đặt tên là Khán đài Harry Parker. Ở phía bên kia của sân, chỗ ngồi được mở rộng đến hết chiều dài của sân. Sức chứa của sân được nâng lên khoảng 5.000 với 2.000 chỗ ngồi. Trận giao hữu với West Ham vào ngày 8 tháng 8 năm 2017 đã thu hút lượng khán giả kỷ lục lên tới 4.582 người2.

## Đội hình hiện tại
Tính đến 23 tháng 5 năm 2020
Ghi chú: Quốc kỳ chỉ đội tuyển quốc gia được xác định rõ trong điều lệ tư cách FIFA. Các cầu thủ có thể giữ hơn một quốc tịch ngoài FIFA.
| Số | VT | Quốc gia      | Cầu thủ           |
| -- | -- | ------------- | ----------------- |
| —  | TM | Anh           | Manny Agboola     |
| —  | TM | Bắc Ireland   | Alan Julian       |
| —  | HV | Anh           | Samuel Egole      |
| —  | HV | Anh           | Ronnie Henry      |
| —  | HV | Anh           | Callum Kennedy    |
| —  | HV | Kosovo        | Arjanit Krasniqi  |
| —  | HV | Anh           | Ben Nunn          |
| —  | HV | Anh           | Louis Ramsay      |
| —  | HV | Bắc Macedonia | Mario Vangelovski |
| —  | TV | Anh           | Tom Anderson      |

| Số | VT | Quốc gia | Cầu thủ                                |
| -- | -- | -------- | -------------------------------------- |
| —  | TV | Anh      | Tambeson Eyong                         |
| —  | TV | Anh      | Acea Laurent                           |
| —  | TV | Anh      | Doug Loft                              |
| —  | TV | Anh      | Jamie O'Hara (cầu thủ-huấn luyện viên) |
| —  | TV | Anh      | Darren Oldaker                         |
| —  | TV | Anh      | Jordan Parkes                          |
| —  | TV | Anh      | Jack Paxman                            |
| —  | TV | Anh      | Alfie Potter                           |
| —  | TĐ | Anh      | Jake Robinson                          |

## Quản lý
| Vị trí                 | Tên                                               |
| ---------------------- | ------------------------------------------------- |
| Chủ sở hữu             | David McCartney, Greg Lake, Rob Dowman, Nick Hutt |
| Chủ tịch               | Daniel Groves                                     |
| Huấn luyện viên        | Jamie O'Hara                                      |
| Trợ lý huấn luyện viên | Gifton Noel-Williams                              |
| Nhà vật lý trị liệu    | Danny Baker                                       |
| Nhà khoa học Thể thao  | Craig Lewis                                       |

## Danh hiệu
- Isthmian League
  - Vô địch Premier Division 2011-12, 2017-18
  - Vô địch Division Two 1979-80
  - Vô địch League Cup 2016-17, 2017-18
- FA Vase
  - Vô địch 1975-76, 1976-77, 1978-79
- Athenian League
  - Vô địch 1977-78, 1978-79
  - League Cup winners 1977-78
- Essex Senior League
  - Vô địch 1972-73, 1974-75, 1975-76
  - Vô địch League Cup 1971-72, 1972-73, 1973-74, 1976-77
- Essex Olympian League
  - Vô địch 1969-70, 1970-71
  - Vô địch Senior Division Cup  1970-71
  - Vô địch Challenge Cup 1970-71, 1971-72 (chung)
- Mid-Essex League
  - Vô địch Division Two 1912-13, 1931-32, 1932-33
  - Vô địch Division Two League Cup 1930-31, 1932-33[4]
- Chelmsford & District League
  - Vô địch Division Three 1932-33
- Essex Senior Cup
  - Vô địch 1975-76, 2010-11, 2017-18
- Essex Senior Trophy
  - Vô địch 1977-78, 1979-80
- Essex Thameside Trophy
  - Vô địch 1986-87, 1991-92
- JT Clark Memorial Trophy
  - Vô địch 1975, 1976, 1977, 1978, 1979
- Phillips Electrical Floodlight Trophy
  - Vô địch 1976-77

## Kỉ lục
- Thành tích tốt nhất tại Cúp FA: Vòng Một, 1997-98, 2004-05, 2007-08, 2017-18, 2018-19, 2019-20[5]
- Thành tích tốt nhất tại FA Trophy: Tứ kết, 2017-18[5]
- Thành tích tốt nhất tại FA Vase: Vô địch, 1975-76, 1976-77, 1978-79[5]
- Trận thắng đậm nhất: 11-0 với Stansted, Essex Senior League, 5 tháng 5 năm 1976[13]
- Trận thua đậm nhất: 3-10 với Chelmsford City, Essex Senior Cup, 4 tháng 1 năm 1993[13]
- Kỉ lục số khán giả: 4,582 v West Ham United XI, 8 tháng 8 năm 2017[18]
- Cầu thủ có số lần ra sân nhiều nhất: John Pullin, 418[13]
- Cầu thủ ghi nhiều bàn thắng nhất: Fred Clayden, 273[13]
- Cầu thủ ghi nhiều bàn thắng trong một mùa giải nhất: Jake Robinson, 57 (2017-18)[13]
- Kỉ lục chuyển nhượng nhận được: hơn 22.500 bảng Anh từ West Ham United cho Steve Jones, 1992[13]
- Kỉ lục chuyển nhượng phải trả: 27.600 bảng Anh đến Maidenhead United cho Dean Inman, tháng 10 năm 2017[19]